# Nanocuris
Nanocuris es un género representado por una única especie de mamífero deltateroide, que vivió a finales del período Cretácico, en la época del Maastrichtiense, en lo que hoy es América del Norte, en Canadá (Saskatchewan) y en Estados Unidos (Formación Lance en Wyoming).

## Clasificación
Nanocuris fue nombrado por Fox et al., 2007. Se trata de un deltateroide, de la época del Lanciano. Fue asignado inicialmente a su propia familia, Nanocuridae en el clado Eutheria por Fox et al., 2007. Un nuevo espécimen de Nanocuris fue examinado en 2010 y reveló que este género no era un euterio, sino un metaterio deltateroide.